# Benthamiella lanata
Benthamiella lanata ist eine Pflanzenart aus der Gattung Benthamiella in der Familie der Nachtschattengewächse (Solanaceae).

## Beschreibung
Benthamiella lanata ist ein Chamaephyt, dessen Laubblätter 6 bis 8,5 mm lang und 0,5 mm breit werden. Der Blattrand ist mit Ausnahme der Spitze wollig behaart. Der Blütenkelch ist etwa 4 mm lang, seine Form ist röhrenförmig bis fast glockenförmig. Der Rand ist mit Trichomen behaart, die denen des Blattrandes ähneln. Die Krone ist etwa 7 bis 8,5 mm lang und ebenfalls röhrenförmig bis fast glockenförmig geformt. Die fünf Staubblätter sind zweigestaltig oder gleichgestaltig, sie stehen nicht über die Krone hinaus. Die Staubfäden sind unbehaart, sie setzen in unterschiedlichen Höhen an, jedoch immer in der oberen Hälfte der Kronröhre. Der Fruchtknoten besitzt nur ein verkümmertes Nektarium, der Griffel steht nicht über die Krone hinaus.

## Verbreitung
Die Art ist entlang des Golf San Jorge, in Chubut sowie sporadisch in der Provinz Última Esperanza zu finden.

## Systematik und Botanische Geschichte
Die Art wurde 1948 von  Alberto Soriano erstbeschrieben.